# Thurakit Boonratanathanakorn
Thurakit Boonratanathanakorn (Thai: ธุรกิจ บุญรัตนธนากร) (* 18. März 1989) ist ein thailändischer Radrennfahrer.
Auf der Straße wurde Boonratanathanakorn 2008 Gesamtsiebter der Tour of Thailand. Bei der Asienmeisterschaft belegte er als bester U23-Fahrer den neunten Rang im Straßenrennen der Elite. Er nahm an den U23-Rennen der Straßenweltmeisterschaften in Mendrisio teil, wo er Vorletzter im Einzelzeitfahren wurde und das Straßenrennen nicht beendete. 2013 gewann er eine Etappe des Tour of Thailand. Auf dem ersten Abschnitt der Tour de Langkawi, einem Etappenrennen der UCI ProSeries, wurde er, nur um drei Sekunden geschlagen, Tageszweiter.
Im Bahnradsport gewann Boonratanathanakorn dreimal Medaillen in den Scratchwettbewerben der Asienmeisterschaften auf der Bahn. 2010 und 2011 errang er Bronze, 2012 Silber.

## Erfolge

### Straße
2013
- eine Etappe Tour of Thailand

### Bahn
2010
- Asienmeisterschaft – Scratch

2011
- Asienmeisterschaft – Scratch

2012
- Asienmeisterschaft – Scratch